# Loop-mediated Isothermal Amplification
Die loop-mediated isothermal amplification (LAMP, englisch für „Schleifen-vermittelte isothermale Amplifikation“) ist eine Methode zur Amplifikation (Vervielfältigung) von DNA. Sie ist eine Variante der isothermen DNA-Amplifikation.
LAMP ist eine isothermische Nukleinsäure-Amplifikationstechnik. Im Gegensatz zur Polymerase-Kettenreaktion (PCR), bei der die Reaktion mit einer Reihe von alternierenden Temperaturschritten oder Zyklen durchgeführt wird, erfolgt die isotherme Amplifikation bei einer konstanten Temperatur und erfordert keinen Thermocycler.

## Eigenschaften
Die LAMP verwendet eine strangversetzende DNA-Polymerase (z. B. Bst-DNA-Polymerase oder Bst 2.0) und läuft bei einer konstanten Temperatur (isothermal) ab. Durch Zugabe von Polyethylenglykol (8.000 bis 20.000 Dalton) kann die Reaktion beschleunigt werden. Da bei der LAMP vier bis sechs Primer an sechs bis acht DNA-Sequenzen binden, ist das Primerdesign im Vergleich zu anderen Amplifikationsmethoden aufwändiger. Analog zur RT-PCR kann durch Zugabe einer reversen Transkriptase eine reverse Transkription durchgeführt werden. Analog zur qPCR kann die entstehende DNA quantifiziert werden. Analog zur Multiplex-PCR können mehrere DNA-Sequenzen parallel nachgewiesen werden.
Alternative Methoden zur Amplifikation von DNA sind z. B. die Polymerasekettenreaktion, die multidisplacement amplification, die isothermal assembly, die recombinase polymerase amplification (RPA), nucleic acid sequence-based amplification (NASBA), die helicase-dependent amplification (HDA), die nicking enzyme amplification reaction (NEAR), die rolling circle replication (RCA). Weitere Nachweisverfahren sind z. B. die nicking endonuclease signal amplification (NESA) und nicking endonuclease assisted nanoparticle activation (NENNA), exonuclease-aided target recycling, junction or Y-probes, split DNAZyme und deoxyribozyme amplification (die beiden letzteren Methoden nutzen DNAzyme alias Desoxyribozyme), nicht-kovalente DNA-Katalysen und die hybridization chain reaction (HCR).

## Technik
Bei LAMP wird die Zielsequenz bei einer konstanten Temperatur von 60–65 °C  unter Verwendung von zwei oder drei Primer-Sets und einer Polymerase mit hoher Strangverdrängungsaktivität zusätzlich zu einer Replikationsaktivität amplifiziert. In der Regel werden vier verschiedene Primer verwendet, um sechs verschiedene Regionen des Zielgens zu amplifizieren, was die Spezifität erhöht. Ein zusätzliches Paar von "Schleifenprimern" kann die Reaktion weiter beschleunigen. Die bei LAMP produzierte DNA-Menge ist wesentlich höher als bei der PCR-basierten Amplifikation.

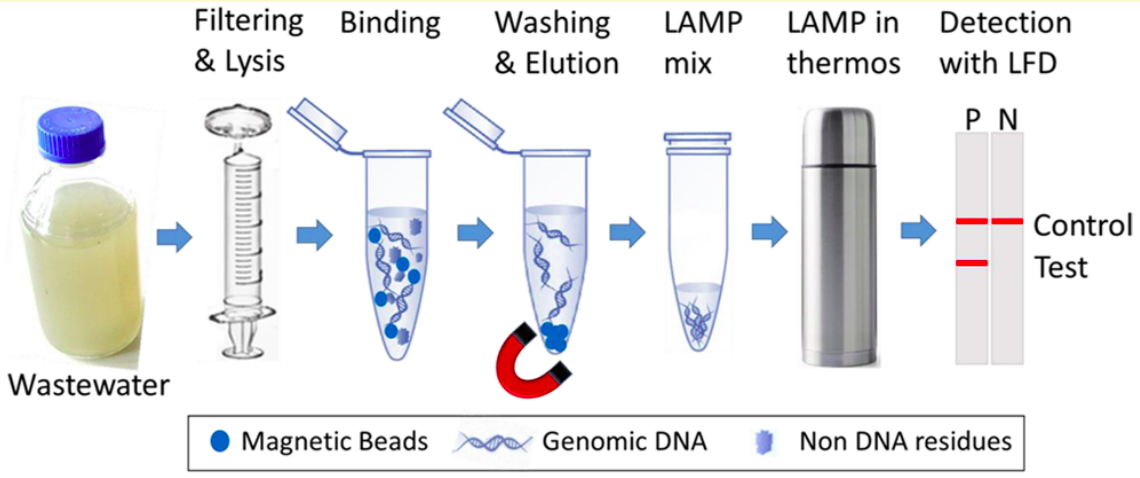
Schema einer LAMP von Nukleinsäure-Biomarkern aus rohen, unbehandelten Abwasserproben zur schnellen Quantifizierung der humanspezifischen mitochondrialen DNA (mtDNA).

Das Amplifikationsprodukt kann mittels Photometrie nachgewiesen werden, wobei die Trübung gemessen wird, die durch den Magnesiumpyrophosphat-Präzipitat in der Lösung als Nebenprodukt der Amplifikation entsteht. Dies ermöglicht eine einfache Visualisierung mit dem bloßen Auge oder über einfache photometrische Nachweismethoden für kleine Volumina. Die Reaktion kann in Echtzeit verfolgt werden, entweder durch Messung der Trübung oder durch Fluoreszenz mit interkalierenden Farbstoffen wie SYTO 9. Farbstoffe wie SYBR green können verwendet werden, um eine sichtbare Farbveränderung zu erzeugen, die mit bloßem Auge ohne teure Geräte sichtbar ist, oder um eine Reaktion zu erzeugen, die mit Instrumenten genauer gemessen werden kann. Die Farbstoffmoleküle interkalieren die DNA oder markieren sie direkt, was wiederum mit der Anzahl der ursprünglich vorhandenen Kopien korreliert werden kann. Daher kann LAMP auch quantitativ sein.
Der Nachweis der LAMP-DNA-Amplifikation im Reagenzglas ist mit Mangan beladenem Calcein möglich, das bei der Komplexierung von Mangan durch Pyrophosphat während der in vitro-DNA-Synthese zu fluoreszieren beginnt.
Eine andere Methode zum visuellen Nachweis der LAMP-Amplikons mit bloßem Auge beruht auf ihrer Fähigkeit, mit komplementärer goldgebundener ss-DNA zu hybridisieren und so den normalen Farbwechsel von Rot zu Violett-Blau zu verhindern, der sonst bei der salzinduzierten Aggregation der Goldpartikel auftreten würde. Eine LAMP-Methode in Kombination mit der Amplikon-Detektion durch AuNP kann also Vorteile gegenüber anderen Methoden haben, und zwar in Bezug auf die verkürzte Testzeit, die Amplikon-Bestätigung durch Hybridisierung und die Verwendung einer einfacheren Ausrüstung (d. h. kein Thermocycler, Elektrophoresegerät oder UV-Transilluminator erforderlich).

## Verwendung und Vorteile
LAMP ist eine relativ neue DNA-Amplifikationstechnik, die aufgrund ihrer Einfachheit, Robustheit und geringen Kosten große Vorteile bieten könnte. LAMP hat das Potenzial, als einfacher Screening-Test vor Ort oder am Ort der Behandlung von Klinikern eingesetzt zu werden. Da die LAMP isotherm ist und somit keine teuren Thermocycler wie bei der herkömmlichen PCR benötigt werden, könnte sie eine besonders nützliche Methode für die Diagnose von Infektionskrankheiten in Ländern mit niedrigem und mittlerem Einkommen sein. LAMP wird in großem Umfang für den Nachweis von Infektionskrankheiten wie Filariose, Zika-Virus, Tuberkulose, Malaria, Schlafkrankheit und SARS-CoV-2 untersucht. In Entwicklungsregionen muss es noch umfassend für andere gängige Krankheitserreger validiert werden.
Es wurde beobachtet, dass LAMP in komplexen Proben wie Blut weniger empfindlich (resistenter) als PCR auf Inhibitoren reagiert, was wahrscheinlich auf die Verwendung einer anderen DNA-Polymerase zurückzuführen ist (in der Regel Bst - Bacillus stearothermophilus - DNA-Polymerase und nicht Taq-Polymerase wie bei PCR). In mehreren Berichten wird der erfolgreiche Nachweis von Krankheitserregern aus minimal verarbeiteten Proben, wie z. B. hitzebehandeltem Blut, oder in Gegenwart von klinischen Probenmatrices beschrieben. Diese Eigenschaft von LAMP kann in ressourcenarmen Umgebungen oder vor Ort nützlich sein, wo eine herkömmliche DNA- oder RNA-Extraktion vor dem diagnostischen Test unpraktisch sein kann.

## Einschränkungen
LAMP ist weniger vielseitig als die PCR, die am weitesten verbreitete Nukleinsäure-Amplifikationstechnik. LAMP eignet sich in erster Linie als Diagnose- oder Nachweisverfahren, nicht aber für das Klonen oder viele andere molekularbiologische Anwendungen, die mit der PCR möglich sind. Da bei LAMP 4 (oder 6) Primer verwendet werden, die auf 6 (oder 8) Regionen innerhalb eines relativ kleinen Genomsegments abzielen, und da das Primerdesign zahlreichen Beschränkungen unterliegt, ist es schwierig, Primersätze für LAMP "nach Augenmaß" zu entwerfen. Kostenlose, quelloffene oder kommerzielle Softwarepakete werden in der Regel zur Unterstützung des Primerdesigns für LAMP verwendet, obwohl die Beschränkungen beim Primerdesign bedeuten, dass es weniger Freiheit bei der Wahl der Zielregion gibt als bei der PCR.
Bei einer diagnostischen Anwendung muss dies gegen die Notwendigkeit abgewogen werden, ein geeignetes Ziel zu wählen (z. B. eine konservierte Stelle in einem hochvariablen viralen Genom oder ein Ziel, das für einen bestimmten Erregerstamm spezifisch ist). Es können mehrere degenerierte Sequenzen erforderlich sein, um die verschiedenen Varianten einer Spezies abzudecken. Eine Folge eines solchen Primer-Cocktails kann eine unspezifische Amplifikation in der Spätamplifikation sein.
Multiplexing-Ansätze für LAMP sind weniger entwickelt als für PCR. Die größere Anzahl von Primern pro Target bei LAMP erhöht die Wahrscheinlichkeit von Primer-Primer-Interaktionen bei multiplexierten Targetsets. Das Produkt der LAMP ist eine Reihe von Konkatemeren der Zielregion, was zu einem charakteristischen "Leiter"- oder Bandenmuster auf einem Gel führt, und nicht zu einer einzelnen Bande wie bei der PCR. Obwohl dies beim Nachweis einzelner Zielmoleküle mit LAMP kein Problem darstellt, sind "traditionelle" (Endpunkt-)Multiplex-PCR-Anwendungen, bei denen die Identität eines Zielmoleküls durch die Größe einer Bande auf einem Gel bestätigt wird, mit LAMP nicht durchführbar. Multiplexing in LAMP wurde erreicht, indem eine Zielregion mit einer Restriktionsstelle ausgewählt und vor dem Lauf auf einem Gel verdaut wurde, so dass jedes Produkt zu einer bestimmten Fragmentgröße führt, obwohl dieser Ansatz die Komplexität des Versuchsplans und des Protokolls erhöht.
Die Verwendung einer strangverdrängenden DNA-Polymerase bei LAMP schließt auch die Verwendung von Hydrolyse-Sonden, z. B. TaqMan-Sonden, aus, die auf der 5'-3'-Exonuklease-Aktivität der Taq-Polymerase beruhen. Ein alternativer Echtzeit-Multiplexing-Ansatz, der auf Fluoreszenzlöschern basiert, wurde berichtet.
SYBR-grüner Farbstoff kann hinzugefügt werden, um LAMP in Echtzeit zu betrachten. Bei der späten Amplifikation kann jedoch die Primer-Dimer-Amplifikation zu einem falsch positiven Signal beitragen. Die Verwendung von anorganischer Pyrophosphatase in einer SYBR-Reaktionsmischung ermöglicht die Verwendung einer Schmelzanalyse zur Unterscheidung der korrekten Amplifikation
Obwohl für falsch-positive Ergebnisse in Assays, die auf dieser Methode beruhen, verschiedene Abhilfestrategien vorgeschlagen wurden, ist die unspezifische Amplifikation aufgrund verschiedener Faktoren, einschließlich des Fehlens von Temperatur-Gating-Mechanismen, eine der größten Einschränkungen der schleifenvermittelten isothermen Amplifikation.